# Балланш, Пьер Симон
Пьер Симон Балланш (1776—1847) — французский писатель и поэт.
Вследствие болезненности с детства отличался серьёзностью не по летам и вёл уединенную, созерцательную жизнь. Отец его владел типографией и книжным магазином, и он сам долгое время стоял во главе этого дела.
Из первых опытов его на писательском поприще достойна упоминания брошюра: «Du sentiment consid èrè dans ses rapports avec la littè rature et les arts» (Лион, 1801), направленная против монтаньяров. Начало известности Балланша положила поэма символически-эпического характера «Antigone» (1814), написанная прозой, но прекрасным языком. Она может служить введением к историко-философским сочинениям Балланша, так как содержит в зародыше учение об искуплении, составляющее основание его философского миросозерцания.
Возвращение Бурбонов, постоянным приверженцем которых он был, побудило Балланша поселиться в Париже. Вскоре он напечатал «Essai sur les institutions sociales» (Париж, 1818), где старался примирить между собой воззрения крайних и либералов. Его важнейшим трудом следует признать оставшуюся, впрочем, незаконченной философию истории — «Essai de palingénèsie sociale», содержащую, рядом с некоторыми мистическими воззрениями, ряд глубоких истинно философских мыслей.
Он не занимал определенного места среди французских философов и долго оставался незамеченным. Лишь с изданием полного собрания его сочинений (4 т., Париж, 1831) он стал пользоваться некоторым влиянием.

## Сочинения
- Балланш П. С. // Эстетика раннего французского романтизма. — М., 1982. С. 33-93.